# Китятки звичайні
{{#ifeq:0|0|{{#if:|{{#if:Polygalavulgaris|[[]}}|}}}}
Китятки звичайні (Polygala vulgaris) — вид рослин родини китяткові.

## Назва
У Скандинавії мала назву "волосся Фреї" до прийняття християнства.

## Будова
Трава заввишки до 25 см. Стебла повзучі та підведені. Листки дрібні, сидячі, почережні.

## Поширення та середовище існування
Зростає у Європі, в Азії до Японії та в США.

## Практичне використання
На Кавказі молоді листки й стебельця вживають для свіжих салатів.

## Галерея

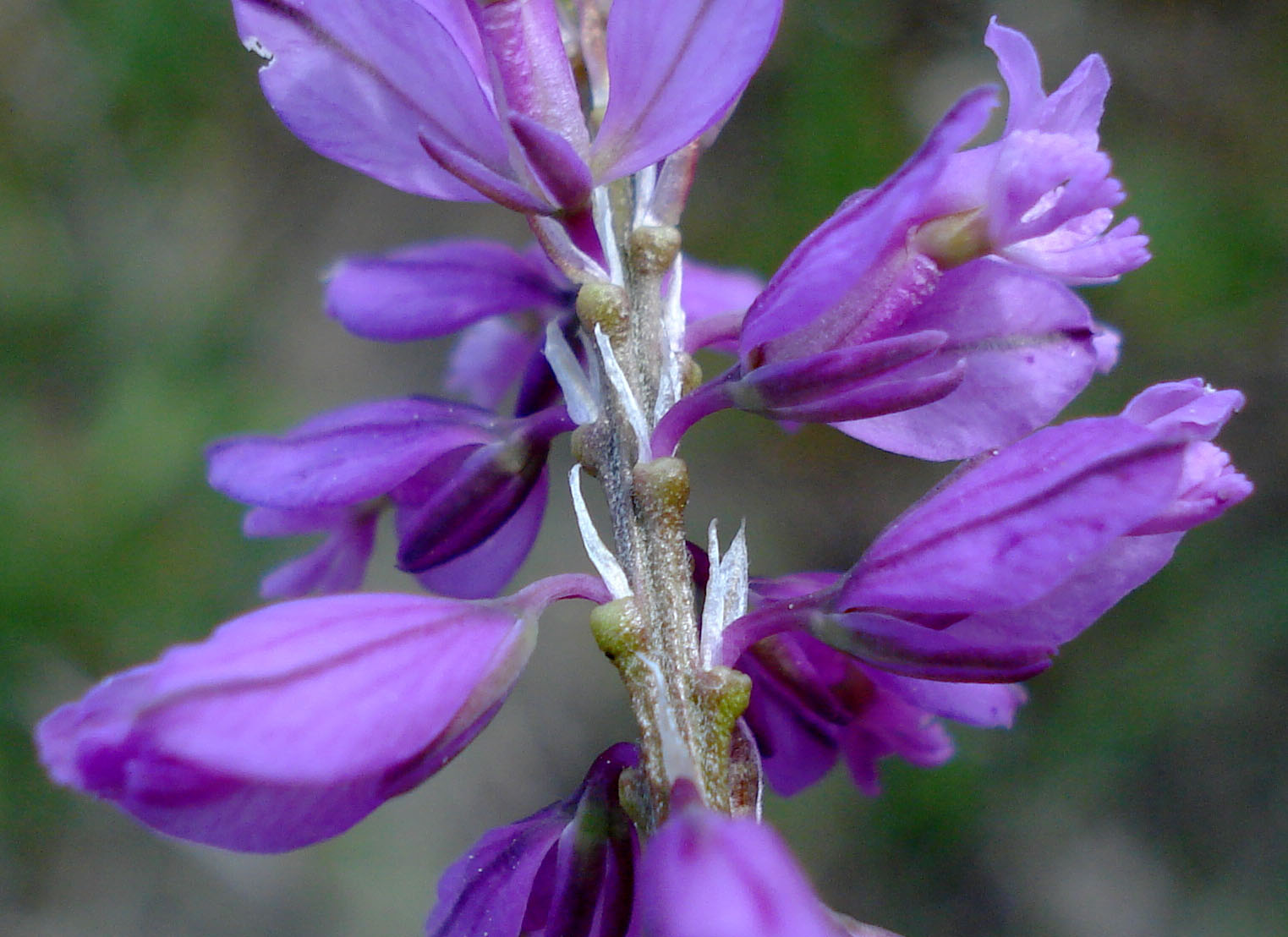
Квіти
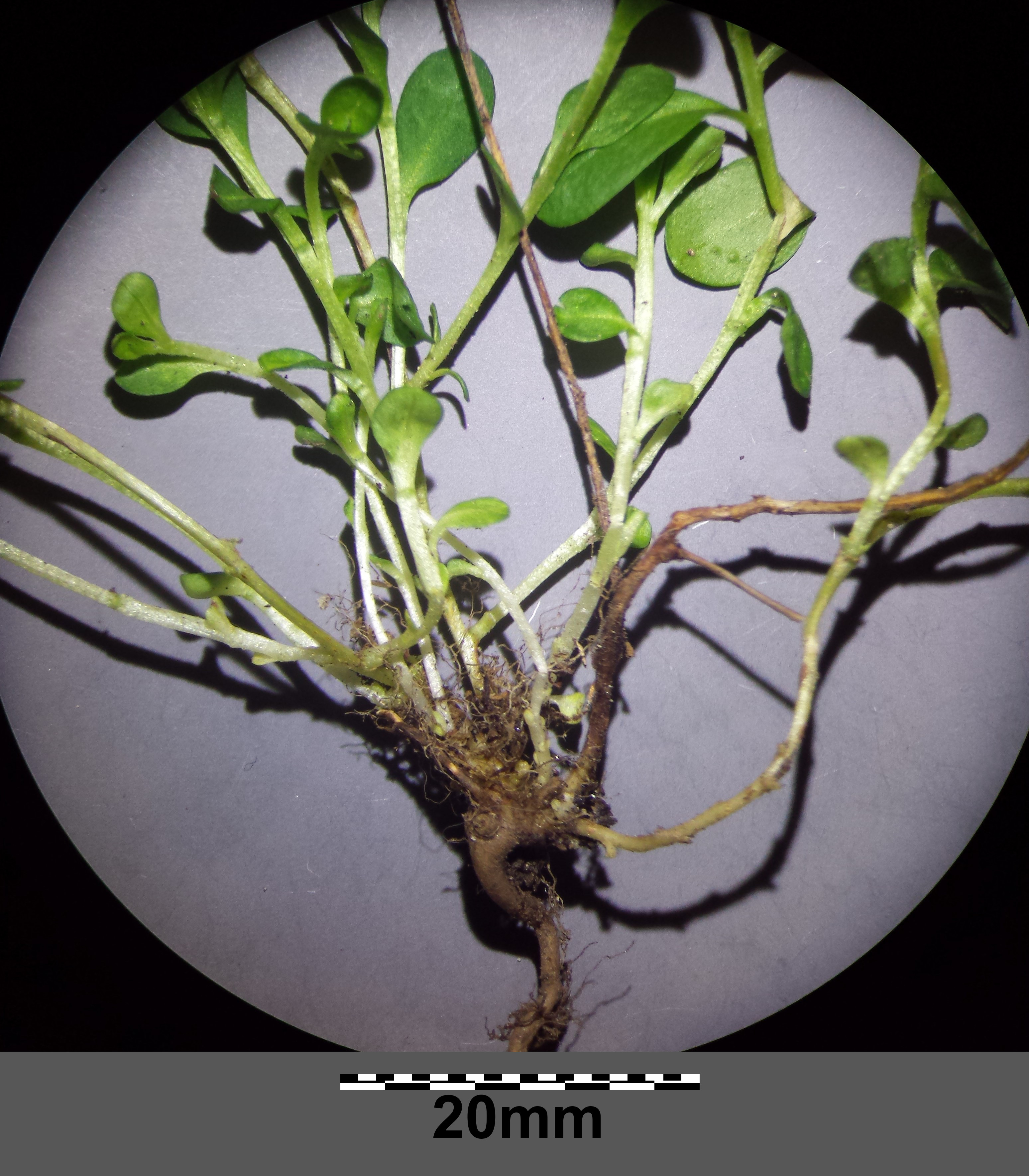
Коріння та стебла
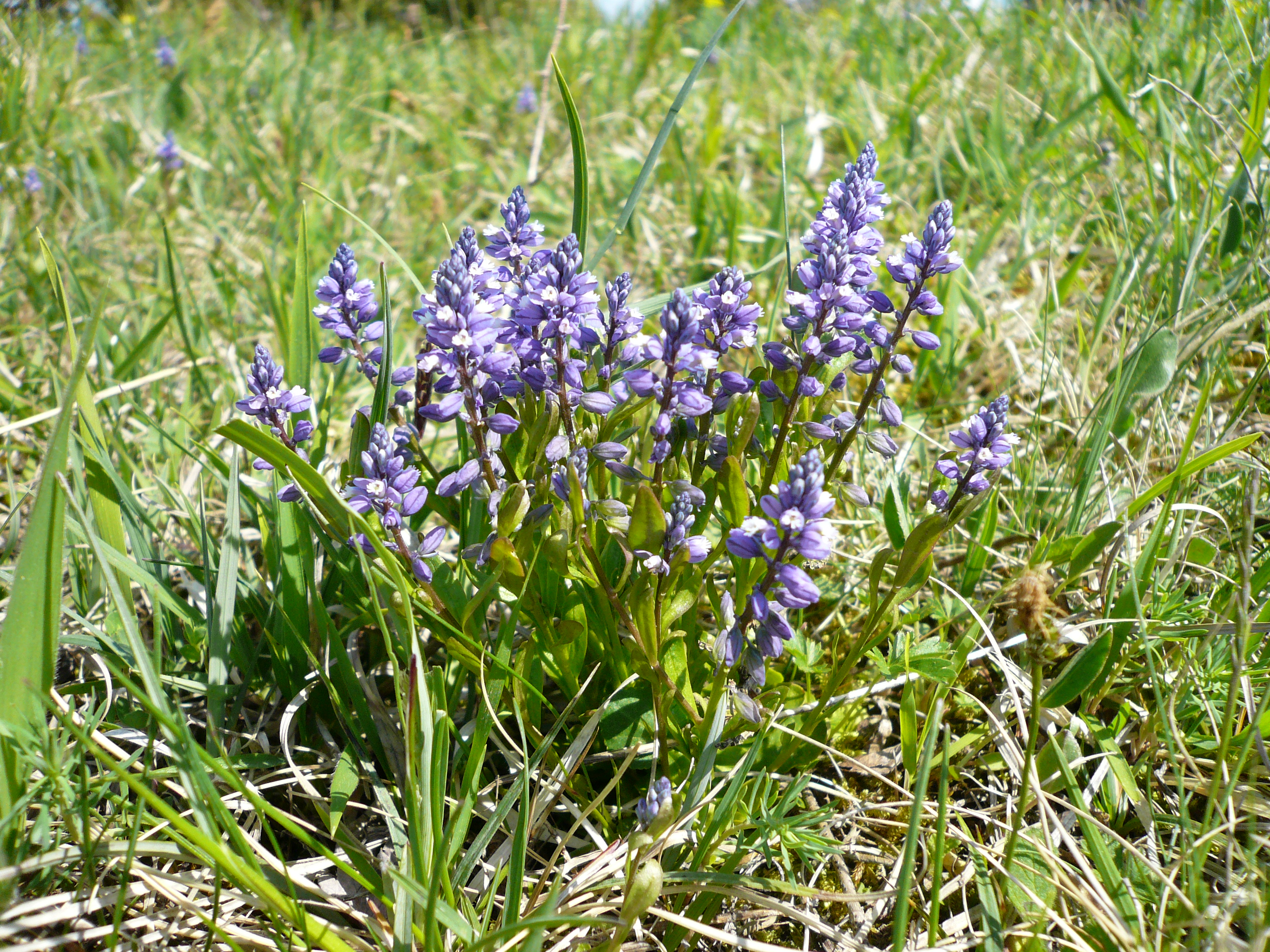
Загальний вигляд